# ワシントンメトロ7000系電車
ワシントンメトロ7000系電車（Washington Metro 7000- Series）はワシントン首都圏交通局（Washington Metropolitan Area Transit Authority: WMATA）の直流電車。2013年（平成25年）より製造が行われ、2014年（平成26年）より営業運転を開始している。

## 概要
本形式は老朽化した1000系と4000系と5000系電車の置き換え及びワシントンメトロシルバーライン向けの車両として計画された。当初この計画に対し7社が応じたものの、最終選考にはボンバルディア、アルストム、川崎重工業の3社が残った。その中で川崎重工業は、製造コスト等の経済的な面、衝突安全性・環境対策などといった技術面の両方において最も優れていたため選定され、2018年（平成30年）までに528両が生産されることが決定している。
最終的なプロダクトデザインは工業デザイナーの宇田川信学・Sigi Moeslingerによるもので、エクステリア・インテリアを担当した。また、これらデザインは乗客、安全性に関する専門家、事業者、保守・整備担当者や技術者の意見を反映して行われ、2012年（平成24年）にプロトタイプが制作された。

2014年（平成26年）1月6日には量産先行車となる1編成4両がグリーンラインに投入された。同年夏の量産に向け試運転を行い、設計仕様を最終決定する見込みである。

## 構造

### 車体
車体はワシントンメトロ初となるステンレス鋼体が採用され、ドア数は両開き3扉となっている。なおドアエンジンはリニアモーター式が採用された。前面及び側面の行先表示器にはLED式が採用され、ラインカラー部分はフルカラーで表示される仕組みとなっている。

### 車内
座席配置は2012年の時点ではロングシート・セミクロスシートの2案が用意されており、それぞれ定員数が異なる。
座席については従来よりも薄型で青色基調のバケットシートが採用され、清掃の簡易化とともにレッグスペースの確保に寄与する。さらに優先席は色のトーンを暗くし、線路と並行の向きとすることでその存在を明確にしている。床面は従来のカーペットを廃止し、黒色とすることで車内を広く見せる視覚効果を企図している。
表示設備は妻面方向にLED式の案内表示器、窓上には地図式のLED案内表示器、ドア脇には停車駅の案内や広告を表示するLCD式の表示設備が設置されている。天井にはLED照明が配置され、つり革は設置されていない。
運転台は従来各車両1ヶ所設けられていたが、これを2両ごとに1ヶ所とし座席数を増加させた。

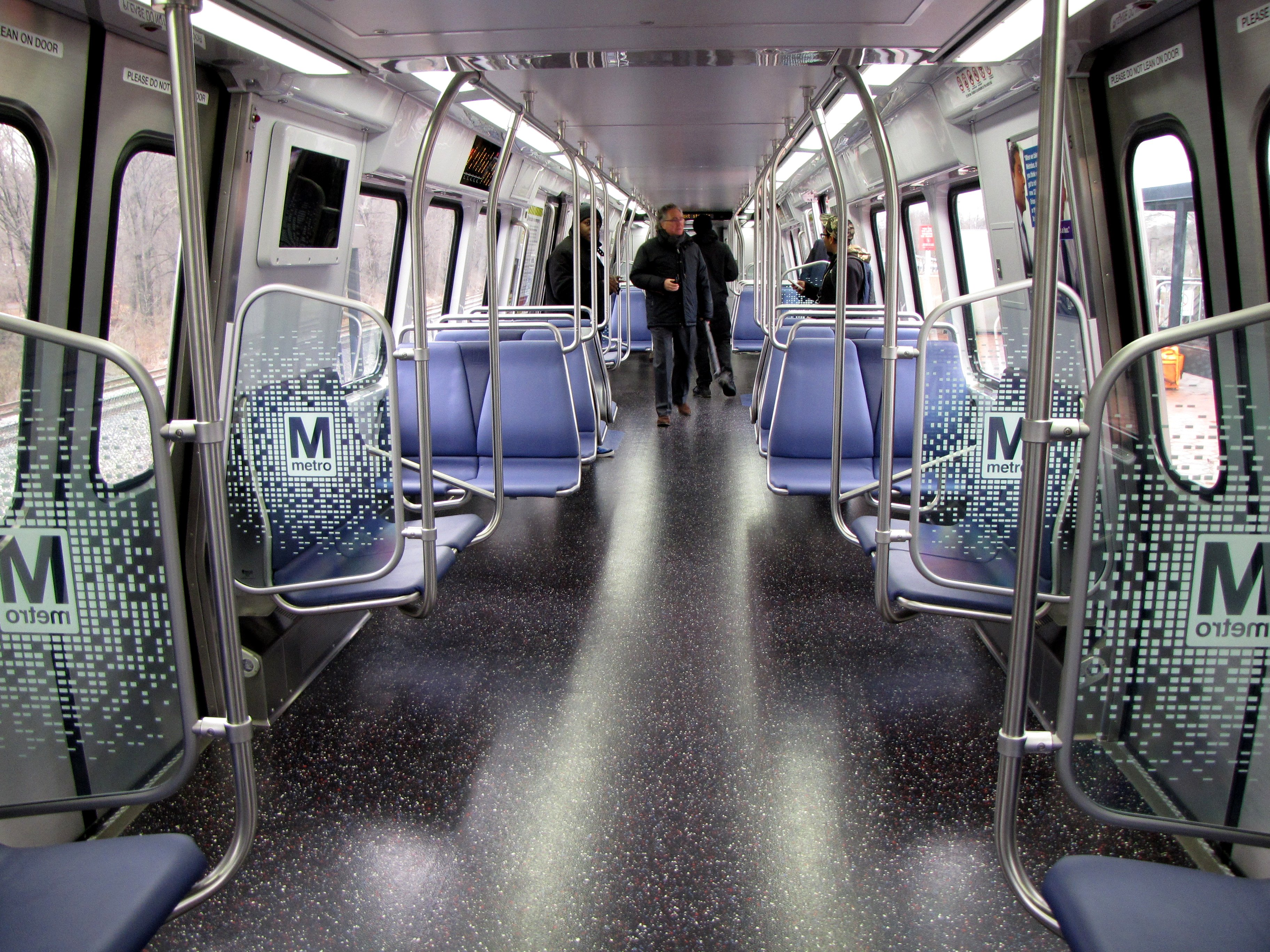
量産先行車の車内の様子